# Oleksandrivka, Sofiivka
Oleksandrivka (în ucraineană Олександрівка) este un sat în comuna Perșe Travnea din raionul Sofiivka, regiunea Dnipropetrovsk, Ucraina.

## Demografie
Componența lingvistică a localității Oleksandrivka
     Ucraineană (92,24%)
     Rusă (7,76%)
Conform recensământului din 2001, majoritatea populației localității Oleksandrivka era vorbitoare de ucraineană (92,24%), existând în minoritate și vorbitori de rusă (7,76%).